# Pałac w Pielgrzymce
Pałac w Pielgrzymce – zabytkowy pałac w Pielgrzymce – wsi w Polsce, w województwie dolnośląskim, w powiecie złotoryjskim, w gminie Pielgrzymka, na Pogórzu Kaczawskim w Sudetach.

## Historia
Nieistniejący obiekt rozbudowany w XVII/XVIII w. był częścią zespołu pałacowego, w skład którego wchodziły jeszcze: park i aleja.
Pałac został wzniesiony w XIII lub XIV wieku na terenie Górnego Majątku. Na przestrzeni dziejów należał kolejno do rodzin: Kopischów, Bocków, Knobelsdorfów, Wiese, Elsnerów i w okresie 1786 – 1945 Forsterów. Najstarszy wizerunek pałacu zachował się na obrazie z 1668 roku – epitafium Maximiliana Knobelsdorfa - znajdującym się w pobliskim kościele św. Jana Nepomucena.
Do 1721 roku pałac miał dwie kondygnacje i wysoką wieżę zakończoną gotyckim hełmem oraz ozdobny portal zlokalizowany po prawej stronie fasady. W tymże roku w pałacowej kuchni wybuchł pożar, który strawił pałac oraz wieżę. Pałac został odbudowany w stylu barokowym, otrzymał tylko jedno piętro, nie odbudowano wieży a portal znalazł się pośrodku dziewięciookiennej fasady. Zdobiły ją między innymi trójkątne i odcinkowe nadokienne gzymsy a nad portalem znajdowały się herby Maksymiliana Knobelsdorfa i jego żony, Ursuli Marianny z d. Bock. W takim stanie pałac przetrwał aż do końca II wojny światowej. W międzyczasie naruszały go niegroźne pożary w latach 1740 i 1766. Po 1813 roku wmurowano z czterech stron pałacu kule armatnie, które trafiły go podczas wojen napoleońskich. Pałac uległ poważnemu uszkodzeniu wskutek pożaru w dniu 12 lutego 1945 roku podczas natarcia Armii Radzieckiej na Pielgrzymkę. Ruiny – w tym portal – zostały rozebrane w latach 60.
Na przestrzeni dziejów w pałacu przebywało wiele historycznych postaci:
- Podczas wojny trzydziestoletniej (1618–1648) w rejonie Pielgrzymki trwały ruchy wojsk. We wrześniu i październiku 1626 roku w pałacu kwaterował sztab Albrechta Wallensteina dowódcy katolickiej armii cesarskiej. Stąd wyprawiał się na Złotoryję i Grodziec.
- Podczas wojny siedmioletniej (1756–1763) na kwaterze w pałacu zatrzymał się król pruski Fryderyk II Wielki i generał Hans Joachim von Ziethen.
- W maju 1813 roku w pałacu nocował król pruski Fryderyk Wilhelm III i car Aleksander[2].